# Cloniocerus
Cloniocerus is een kevergeslacht uit de familie van de boktorren (Cerambycidae). De wetenschappelijke naam van het geslacht werd voor het eerst geldig gepubliceerd in 1835 door Dejean.

## Soorten
Cloniocerus omvat de volgende soorten:
- Cloniocerus albosticticus Breuning, 1940
- Cloniocerus aureovittatus Breuning, 1955
- Cloniocerus bohemanni White, 1855
- Cloniocerus constrictus Fåhraeus, 1872
- Cloniocerus hystrix (Fabricius, 1781)
- Cloniocerus kraussii White, 1855
- Cloniocerus lamellicornis Breuning, 1950
- Cloniocerus ochripennis (Breuning, 1940)